# Counter-Strike
Counter-Strike (conocido también como Counter Strike 1.6 para diferenciarlo de títulos posteriores) es un videojuego de disparos en primera persona multijugador (ya sea en LAN o en línea) desarrollado por Valve para Microsoft Windows. Es una modificación completa del juego Half-Life, realizada por Minh Le y Jess Cliffe, quienes lanzaron, en beta pública, la primera versión el 19 de junio de 1999.
El juego tiene dos equipos que te permiten tener una buena experiencia en el juego, estos son los antiterroristas y terroristas, los antiterroristas cuentan con cuatro equipos jugables: SAS, SEAL, GSG9 y GIGN su objetivo principal en el juego es acabar con el enemigo (Terroristas) así como rescatar Rehenes, evitar que planten un explosivo y en caso de que ya haya sido plantado, desactivar el mismo.
La última versión del juego es el Counter-Strike 2, una de las versiones del juego más jugado en el mundo, ante juegos más recientes, como la versión Counter-Strike: Source, basado en el motor Source, desarrollado para el juego Half-Life 2. A 6  de febrero de  2023, es también jugable en GNU/Linux, Macintosh OS X y Windows XP, Vista, 7, 8, 8.1 y 10 desde la plataforma Steam. Se conoce comúnmente como Counter-Strike 1.6 para distinguirlo de otros títulos de la serie, siendo 1.6 la última actualización de software importante que recibió el juego.

## Sistema de juego

### Principios básicos
La acción de Counter-Strike se desarrolla en rondas de una duración elegida por el que las crea, en la cual un equipo de terroristas (T) se enfrenta a un equipo de antiterroristas (CT). El equipo victorioso es el que cumpla todos sus objetivos de victoria, de situación o la eliminación de todos los jugadores del otro equipo. Si al final de la ronda no hay victoria directa de uno de los dos equipos, el equipo que no realizó sus objetivos pierde por eliminación.
Todos los jugadores comienzan con la misma cantidad de puntos de vida y la cantidad de puntos de armadura que consiguieron conservar durante la ronda anterior siempre y cuando no compren una nueva. Los daños pueden ser causados por los disparos de sus adversarios o sus compañeros (esto último si el "fuego amigo" está activado en la partida -los compañeros causan menos daño, pero pueden matar igualmente-), así como por una caída violenta o al entrar en contacto con una zona peligrosa (por ejemplo, sumergirse bajo el agua por mucho tiempo). Así, los puntos de vida del jugador disminuyen. Los disparos se pueden localizar en diferentes partes del cuerpo (brazo derecho e izquierdo, pierna derecha e izquierda, torso, y cabeza), y causan más o menos daños según el lugar afectado, sabiendo que un disparo en la cabeza o headshot es a menudo mortal. La pérdida de puntos de vida solo causa una pequeña disminución en los movimientos del terrorista o antiterrorista que haya recibido el daño.
Cuando la totalidad de los puntos de vida se terminan, el jugador muere.
Contrariamente a la mayoría de los juegos del género basados en el team-deathmatch, en el que los jugadores muertos resucitan inmediatamente después de la muerte, en Counter-Strike al morir deben esperar a que termine la ronda pasando a ser espectador, y vuelven a aparecer en la siguiente.
En los mapas oficiales se equipa al jugador básicamente de una pistola y de un cuchillo. El jugador también puede comprar otras armas y equipamientos útiles como un chaleco antibalas, granadas, equipos de desactivación de bombas, anteojos de visión nocturna, etc; todo dependiendo de las condiciones del juego, durante un período limitado y en las zonas previstas a tal efecto. Al principio del juego el jugador tiene la posibilidad de elegir su equipo: terrorista o antiterrorista dentro del límite de los lugares disponibles o elegir ser espectador. Si un equipo posee muchos más jugadores que el otro un autoequilibrio puede tener lugar en la siguiente ronda si se configura al servidor para esto; cualquiera sea su equipo el jugador comienza con 800$ (suma por defecto, siendo el mismo la suma mínima). Durante las rondas el jugador gana dinero si mata a un enemigo, si cumple un objetivo, si su equipo gana la ronda, si coloca la bomba y esta estalla, si libera a un rehén o si le pide seguirlo. Un jugador puede también perder el dinero si mata a uno de sus compañeros o a un rehén. En cualquier caso al principio de la ronda el jugador siempre gana dinero, excepto en caso de empate. La suma de dinero máxima es de $16.000.
La finalidad de las partidas reside en el resultado individual del jugador. Este tiene en cuenta el número de frags (popularmente llamada "Kill" o "muerte" en la cual consiste en eliminación del enemigo) y el número de muertes (del jugador). Los frags en Counter-Strike son ligeramente diferentes de otros juegos de acción en primera persona; estos aumentan en el juego de dos maneras, matando a sus adversarios y completando los objetivos del juego. Así por ejemplo un enemigo eliminado da un frag, una explosión o una desactivación de bomba dan tres frags. El suicidio, el asesinato de un compañero y el cambio de equipo son penalizados con un punto menos. El número de muertes corresponde por su parte a las veces que el jugador murió, las cuales no afectan su número de frags.

### Los controles y la interfaz

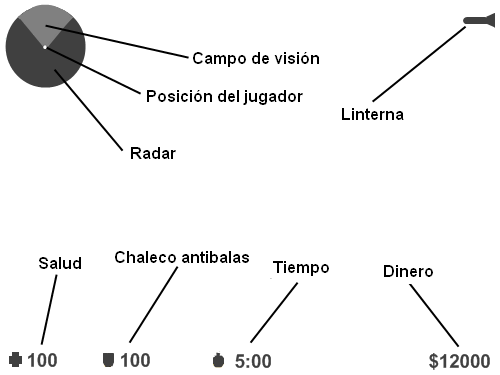
El Hud del juego.

Counter-Strike es un juego de acción en primera persona que se juega con el teclado y con el ratón. El teclado se utiliza para la mayoría de las acciones - los movimientos (avanzar, retroceder, girar a la izquierda, girar a la derecha, saltar, agacharse), la gestión del equipamiento (cambiar de armas, disparar, recargar, encender la linterna) y la comunicación (escrita u oral). El ratón sirve para dirigir la vista del jugador y del arma usando una mira inmóvil que está en el centro de la pantalla; también sirve para disparar al enemigo con un solo clic izquierdo. El jugador también puede activar la función secundaria del arma con el botón derecho del ratón como el zoom para el rifle de francotirador, el silenciador para la carabina Maverick M4A1 y para la pistola USP, el ampliador para la Bullpup o el Krieg 552, el modo llamarada (ráfaga) para el Clarion o para asestar un golpe más fuerte con el cuchillo, así como también el modo llamarada o "ráfaga" de la pistola Glock 18. También puede cambiarse el arma girando la rueda del ratón. Aun así, se puede hacer cualquier modificación a los controles a gusto de cada jugador, a su vez también se puede comprar la Visión nocturna la cual se activa a gusto del jugador ("N" por defecto).
La interfaz se compone de diferentes elementos que se distribuyen en la periferia de la pantalla. En la parte superior izquierda se encuentra el radar que muestra la vista del mapa así como los jugadores del equipo. En Counter-Strike: Source también se muestra la posición de los oponentes que están en el campo de visión de los miembros del equipo además de la posición de la bomba. Por lo demás en la esquina superior derecha hay una linterna que ilumina el camino cuando se activa. En la parte inferior de la pantalla el jugador puede ver su vida, su armadura, el resto de sus municiones, su dinero y un reloj que muestra el tiempo restante antes del final de la ronda.
Otros elementos aparecen solo cuando el jugador presiona un botón, como el submenú para cambiar de armas, un menú para seleccionar las armas y el equipo (que puede ser desactivado) se ponen de relieve en la parte superior de la pantalla y muestra las distintas partes de su arsenal y puede cambiar de uno a otro visualmente. Las armas unas tras otra se cambian mediante la rueda del ratón en el siguiente orden: arma principal, secundaria arma, cuchillo, granadas y bomba C4 (este último en caso del equipo terrorista y que el jugador la porte). Cuando el jugador aprieta el botón de compras (B por defecto) en la zona de salida en los primeros segundos de la ronda, el menú se abre y muestra todas las armas y piezas de equipo con sus precios y sus detalles lo que permite a los jugadores comprar lo que necesitan. Al pasar los 90 segundos de la partida no se podrá comprar más armas. La ventana Resultados muestra todos los jugadores, amigos y enemigos, la clasificación basada en su número de frags y las muertes además del ping de los jugadores. Hay muchos otros menús los que sirven para cambiar de equipo, de apariencia, etc. 

### Mapas y modos de competición
En Counter-Strike existen cuatro situaciones variables según el mapa. Las condiciones de victoria de los dos equipos son diferentes y cambian según la situación. Las dos situaciones más jugadas son la activación/desactivación de bombas y la Liberación de rehenes. En el primero, el objetivo de los terroristas es colocar una bomba en una de las dos zonas definidas (zona A y zona B) y el de los antiterroristas es desactivar la bomba o impedir su activación. Ésta estalla al cabo de 45 segundos dando la victoria inmediata a los terroristas. La bomba se asigna a un terrorista aleatoriamente al principio de cada ronda y los antiterroristas pueden comprar un equipo de desactivación que reduce a una mitad el tiempo necesario para la desactivación. La explosión mata o daña a todos los que estén dentro del alcance dañino de la misma. En caso de que los antiterroristas hayan matado a todos los terroristas y estos ya hayan plantado la bomba los antiterroristas no ganarán por eliminación de contrarios y deberán desactivar la bomba obligatoriamente antes de que explote o perderán.
En cuanto al modo de liberación de rehenes el objetivo de los antiterroristas es encontrar a un grupo de rehenes protegidos por los terroristas y de liberarlos. Los terroristas por su parte ganan la ronda eliminando a todos los antiterroristas y evitando el rescate de los rehenes. El grupo de rehenes se coloca en el lugar inicial de los terroristas.
Las situaciones restantes son Asesinato y escape. En el primero uno de los miembros del equipo antiterrorista toma aleatoriamente el lugar de un vip siendo el principal objetivo de los antiterroristas salvaguardar la vida de este personaje hasta una zona definida del mapa. Si los terroristas eliminan al vip los antiterroristas pierden la ronda. El vip es único y su apariencia no se asemeja a ninguno de los otros personajes por lo que es fácilmente localizable por los terroristas. El vip dispone de una pistola y un cuchillo, de un chaleco antibalas y de 200 puntos de armadura en vez 100 además de un casco, pero no podrá comprar ni recoger ningún arma o equipamiento (excepto escudos tácticos). En cuanto al modo de escape, los terroristas defienden y los antiterroristas atacan. En estos mapas los terroristas han de escapar por ciertos puntos de salida (variables según el mapa) y los antiterroristas deben evitarlo. Los terroristas no podrán comprar armas, solo recoger las que están desperdigadas por ciertos puntos del mapa. Si al menos un 50% del equipo triunfa al huir el equipo terrorista es victorioso.
Además de estos cuatro tipos de mapas existen otros numerosos mapas creados por los jugadores quienes tienen la posibilidad de crear sus mapas gracias al Valve Hammer Editor, existen veinticinco mapas oficiales realizados por los desarrolladores del juego: as_oilrig, cs_747, cs_assault, cs_backalley, cs_estate, cs_havana, cs_italy, cs_militia, cs_office, cs_siege, de_airstrip, de_aztec, de_cbble, de_château, de_dust, de_dust2, de_inferno, de_nuke, de_piranesi, de_prodigy, de_storm, de_survivor, de_torn, de_train y de_vertigo. Estos mapas se destacan por sus lados tácticos y asiduamente estudiados así como el perfecto equilibrio entre los dos campos de juego. Contando otros modos se sabe que hay más de 4000 mapas. Entre ellos, un modder anónimo ha recreado el mapa Facing Worlds de la saga Unreal Tournament, considerado por muchos como uno de los mejores niveles multijugador de la historia.

### Personajes
En Counter-Strike existen ocho personajes jugables, distribuidos en dos bandos: los terroristas (T) y los antiterroristas (CT). Los cuatro tipos de antiterroristas son la copia de grupos de intervención y de fuerzas especiales conocidos y perteneciendo cada uno a una nación, mientras que ninguno de los terroristas son de grupos reales que existen o que existieron. Los personajes no se diferencian por ninguna característica, facultad o talento (no se habla pues de clase de personaje), sino solamente sobre su historia y apariencia. Cada personaje tiene una diferente forma de vestir (más comúnmente llamado skin), adaptando más o menos al paisaje del juego.
En el campo de los antiterroristas el jugador puede elegir entre los cuatro grupos: el Groupe d’Intervention de la Gendarmerie Nationale (GIGN); el Special Air Service (SAS); los SEAL TEAM 6 y el GSG 9.
Por su parte, el campo de los terroristas está constituido por cuatro grupos ficticios: Los L337 (Elite Crew), Los Arctic Avengers, Los Guerrilla Warfare y los Phoenix Connexion.
En Counter-Strike existen también otros dos grupos de personajes que aparecen solamente en dos tipos de situaciones Uno de ellos es el vip que es un personaje que forma parte del equipo de los antiterroristas al cual se le provee de una pistola, un cuchillo, un chaleco antibalas con 200 puntos de armadura y un casco; los antiterroristas deben evacuarlo vivo para que el equipo gane. El vip está presente en los mapas de tipo “as_”. El otro grupo de personajes está compuesto por los rehenes que son personajes a los cuales los antiterrorista deben rescatarlos en los mapas de tipo “cs_” con el fin de poder ganar y conseguir dinero. Son en general cuatro y estos están controlados por el servidor o la computadora.

### Armas y equipamiento

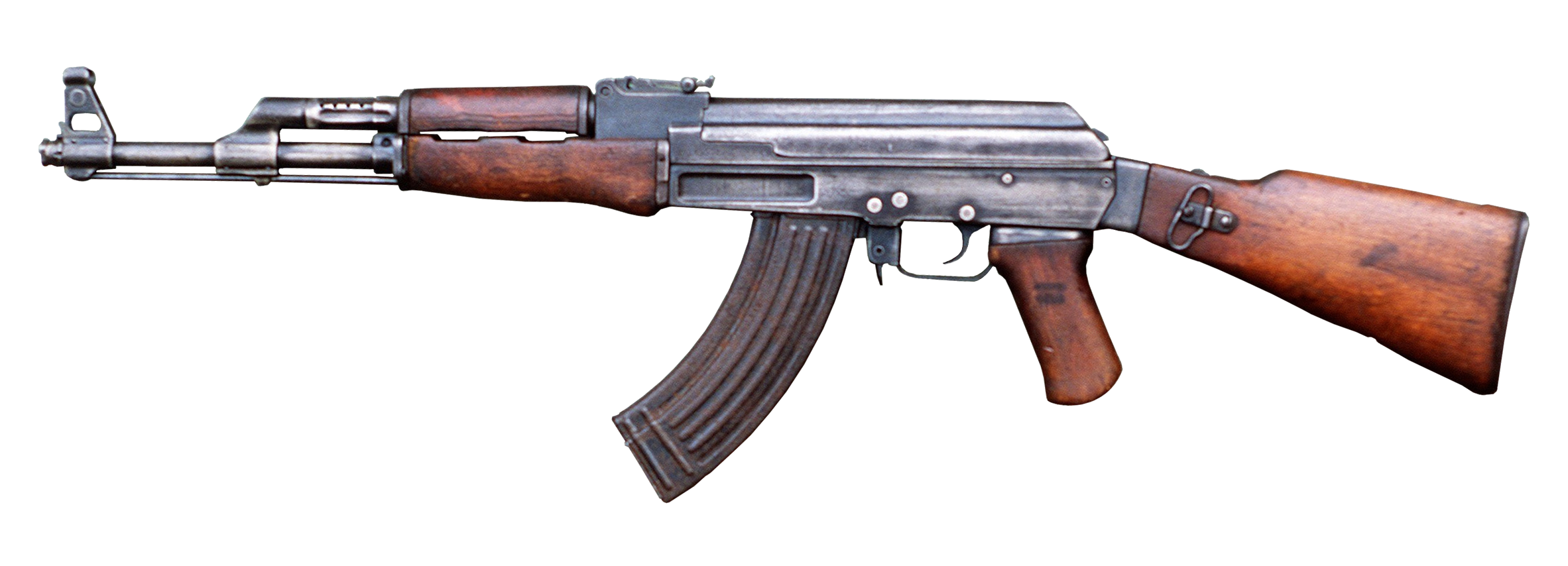
El AK-47, solo disponible para los terroristas.

El Steyr AUG A1, solo disponible para los antiterroristas.

En Counter-Strike las armas se distribuyen en cinco categorías: armas principales (subfusiles, ametralladoras ligeras, escopetas, fusiles de asalto y fusiles de francotirador), armas secundarias (pistolas), armas cuerpo a cuerpo (cuchillo), granadas (de humo, explosivas o de aturdimiento o más conocidas como flash) y en algunos escenarios, bombas (C-4). Algunas armas disponen de una función especial o también la posibilidad de modificar el método de disparo de ráfaga a semiautomática presionando el botón derecho de mouse. Algunas armas no están disponibles para el jugador en ciertos mapas o modos de juego. En el menú de compra las armas muestran distintas cualidades: la velocidad de disparo, la potencia de disparo, la precisión, el retroceso, el peso y el precio de compra. El perfil y el precio de compra de cada arma son diferentes, permitiendo el equilibrio del juego en general y garantizando que las armas escasas sean también atractivas. El precio de las armas en Counter-Strike 1.6 es fijo, mientras que en Counter-Strike: Source, éstos varían cada semana en función de las compras efectuadas por los jugadores la semana anterior, acentuando el realismo del juego en la oferta y de la demanda.
Las armas del juego están basadas en armas reales, a las cuales Valve asignó nombres ficticios debido a los derechos de autor sobre las mismas. Sin embargo estos nombres siguen siendo próximos a los originales: por ejemplo el SIG SG-552 se llama Krieg 552, al Colt M4A1 se le llama Maverick M4A1, y CV-47 al Kalashnikov (AK-47).

## Desarrollo
Tras la publicación de Quake II, surgió un mod llamado Action Quake 2. Minh Le, más conocido bajo el nombre de «Gooseman», trabajaba en el equipo como diseñador 3D poniendo a punto los personajes. Por su parte Jess Cliffe se incorporó oficialmente al equipo en 1998 para participar en la creación de mapas, siendo así como los dos diseñadores se conocieron.
Minh Le tuvo entonces el deseo de crear su propio mod, mezclando armas, objetos y antiterrorismo en un juego en línea con el único fin de divertir la comunidad gratuitamente. Este expone su idea a Jess Cliffe que encantado se incorpora inicialmente como webmaster. Este último es quien le puso al juego el nombre de Counter-Strike. En el mismo momento en que iniciaron el proyecto salió un nuevo juego: Half-Life, el cual permitía la creación de mapas, decorados, personajes, etc; por lo que decidieron hacer la modificación partiendo de ese juego.
El desarrollo del juego comenzó sin presupuesto pero con un motor de juego proporcionado gratuitamente, el GoldSrc. En su tiempo libre Minh Le se ocupaba de la modelización y la programación mientras que Jess Cliffe se encargaba del 2D, los sonidos, el programa de instalación y del sitio Internet que permitió al mod hacerse conocer. Algunos mapers del Team Fortress Classic realizaron los mapas del juego además de Minh Le así como la comunidad de fanes que se formó progresivamente en torno al juego.
El primer beta del mod salió el 19 de junio de 1999. El juego entonces comenzó a ser muy conocido en Internet. Los dos diseñadores estuvieron muy a la escucha de los jugadores y corrigieron muy rápidamente todos los errores informados añadiendo al mismo tiempo al juego las funcionalidades que estos les pedían. Las versiones del juego a veces no duraban ni una semana antes de ser actualizadas. En esta época el mod ya había cosechado éxito siendo más jugado en línea que grandes juegos comerciales como Quake III y Unreal Tournament.
Entonces llegaron los editores del Half-Life; Valve quienes habían propuesto adquirir los derechos del juego, Minh Le y Jess Cliffe aceptaron siendo reclutados como programadores y diseñadores de juego. La versión final, la 1.0 salió el 8 de noviembre de 2000 bajo el nombre de Half-Life: Counter-Strike. El juego seguía siendo gratuito pero requería de una versión original de Half-Life.
Las partidas en línea de Counter-Strike en Internet funcionaban con el servicio WON, que se cerró en 2004 con la llegada de la versión 1.6 del juego y que forzó a los jugadores a pasar a la plataforma Steam. No obstante, ante esta obligación, que llevaba a cabo numerosas comunicaciones publicitarias, algunos jugadores crearon su propio servicio, llamado WON2.
Desde el paso a la plataforma Steam es posible comprar y descargar el juego por 7,99 euros. A pesar de los años que pasan Valve continua publicando actualizaciones para el juego.

## Éxito e influencia
A partir de la salida de su primera beta en 1999, Counter-Strike se convirtió en el juego de disparos en primera persona en línea de referencia. Es aún, diecinueve años después de su salida, el juego más jugado en LAN partys e Internet.
La primera razón de este éxito está en el juego original, Half-Life. Basado en una versión modificada del motor del juego Quake, motor desarrollado por id Software y lanzado al mercado en noviembre de 1998. Las ventas del juego estallan y la comunidad de jugadores aumenta muy rápidamente. El juego encuentra así el éxito después de dos años de desarrollo y sucesivos anuncios. A continuación llega un nuevo mod con el nombre de Counter-Strike, gratuito para todos los poseedores de una copia de Half-Life, ya sea original o pirata. Así pues el juego se da fácilmente a conocer. Luego el precio de Half-Life bajó, volviéndolo accesible a un mayor número de personas. La segunda razón de su éxito reside en la configuración mínima requerida para poder jugar el juego que hasta en su época ya era un poco básica. La tercera razón del éxito procede de los simples principios del juego ya que las rondas son rápidas y no piden mucho tiempo libre, lo que se adapta perfectamente a las salas de juegos en red y cibercafés, donde por una suma moderada los jugadores se reúnen algunas horas entre amigos para jugar a Counter-Strike. La última razón del éxito de Counter-Strike fue la explosión de los suscriptores ADSL en el mundo y en particular en Europa en los años 2000 lo que supuso la llegada masiva de nuevos internautas, lo que induce potencialmente a la aparición de más jugadores en línea así como al crecimiento de la comunidad del juego.
A partir del 2001 el juego contabilizaba 9000 servidores en Internet. En 2007 GameSpy contabilizo a 85 000 jugadores conectados simultáneamente cualquiera sea la hora de la medida lo que representa un 35% de los jugadores de videojuegos de disparos en primera persona en Internet. Luego GameSpy sumando todas las versiones de Counter-Strike (CS1.6, CS: CZ y CS: S) contabilizo alrededor de 167 471 jugadores, lo que representa un 67% de los jugadores de juegos de acción en primera persona de Internet. Actualmente gracias a las estadísticas proporcionadas por Steam se sabe que el número de jugadores oscila continuamente entre 150 000 y 300 000 al día y tres millones de jugadores al mes, mientras que el número de servidores varía entre 100 000 y 150 000. Otra razón del renombre del juego es que un jugador siempre puede estar seguro de que va a encontrar a otra persona con quien jugar.
Counter-Strike influyó sobre otros mods como Urban Terror, mods de Quake III Arena o Tactical Ops: Assault on Terror, mods de Unreal Tournament así como verdaderos juegos como Global Operations o Soldier of Fortune II: Double Helix.
El juego también se convirtió en un verdadero fenómeno cultural, webcómics como Concerned y de numerosos vídeos como los de Pure Pwnage aparecieron también en Internet haciendo referencia al juego a medida que este crecía en éxito. También existen productos como: juguetes, calcomanías, camiseta, póster, etc. El juego también ha sido inspiración para muchas obras cinematográficas. Algunas personas han llegado incluso a desarrollar una forma de adicción hacia este juego, en parte dado su carácter rápido, competitivo y excitante.

## Como deporte electrónico

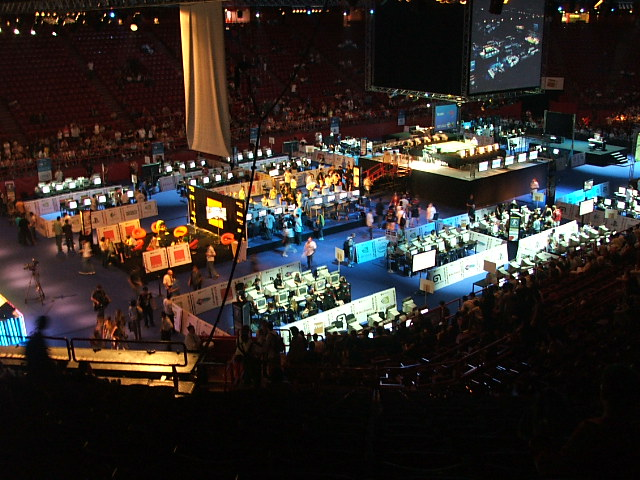
La Electronic Sports World Cup del año 2006 en el Palais Omnisports de Paris-Bercy.

Counter-Strike es un motor del deporte electrónico junto con Quake y StarCraft. Agrupa varios aspectos del espíritu deportista: trabajo de equipo, competencia, igualdad de oportunidades y con su éxito es lógico que el juego haya dado a un gran número de jugadores el deseo de competir. Así pues desde hace varios años equipos o clanes nacen en Internet compuestos en general de cinco jugadores con el fin de enfrentarse, estos equipos se desarrollan realmente como tales con instructores, jefes y patrocinadores. A partir de 2001 en Escandinavia, Alemania, Países Bajos, en Inglaterra y Francia aparecieron los primeros equipos profesionales que recorren el continente europeo para disputar torneos patrocinados por grandes empresas. El fenómeno también llegó a los Estados Unidos donde se realizaron los primeros torneos con grandes premios (150.000$ al vencedor). Así es como se empezaron a formar las asociaciones para reunir a los jugadores profesionales y favorecer la aparición del deporte electrónico. Hay así varias ligas profesionales en línea que soportan el juego como la Cyberathlete Amateur League (CAL) o la CyberEvolution. Grandes competiciones tienen lugar en los Estados Unidos, Europa y Asia como la Cyberathlete Professional League (CPL), la Electronic Sports World Cup (ESWC), la World e-Sports Games (WEG) y la World Cyber Games (WCG). A veces incluso se retransmiten los partidos de estos campeonatos y se comentan en la televisión.
En estos torneos se utilizan solo los mapas de tipo «de_».Los mapas jugados varían de competición en competición, pero los cinco principales son de_dust2, de_train, de_inferno, de_tuscan y de_nuke. Para volver las partidas más dinámicas las rondas duran como máximo 2 minutos.

## Otras versiones
Valve aprovechó del éxito de Counter-Strike 1.6 para ampliar a su grupo de expertos de juegos, siendo una de las primeras consecuencias la realización de una versión para Xbox lanzada el 5 de diciembre de 2003 por sesenta euros la cual es idéntica a la versión para PC. El juego posee dos modos uno de ellos es el de un jugador en el cual se juegan con bots y el otro modo es el multijugador en el que pueden jugar hasta 16 personas a través de Xbox Live. Este juego fue criticado por la prensa por no aprovechar las capacidades tecnológicas más avanzadas de la consola que la de los ordenadores de 1999.
A raíz de las críticas de Counter-Strike en su versión de Xbox, Valve se emprendió a realizar una nueva versión para PC con el nombre de Counter-Strike: Condition Zero. Los editores deseaban proporcionar al jugador un método digno solo de su juego. Recurrieron a varios estudios para terminar el trabajo. Ya que el contenido comenzado por el primer estudio: Rogue Entertainment, paso a las manos del segundo: Gearbox Software, con quienes tuvieron problemas por lo que eligieron un tercer estudio: Ritual Entertainment, donde también hubo problemas por lo que recurrieron finalmente a un cuarto estudio: Turtle Rock Studios. Así, su salida que se anunciaba inicialmente para 2002 pasó finalmente al 26 de marzo de 2004. El juego propone en el modo de un jugador tomar el papel de un antiterrorista, acompañado de cuatro compañeros donde el objetivo es realizar algunas misiones ante cinco terroristas sobre los mapas de Counter-Strike 1.6. La inteligencia artificial fue mejorada, siendo esta vez más eficaz; también se incluyeron nuevas armas (lanzamisiles, cócteles molotov) y de decenas de skins. El modo multijugador por su parte es la copia del juego original. Los gráficos y la física del motor GoldSrc estuvieron muy por debajo de otros juegos en el momento de su salida por lo que la prensa y los jugadores volvieron a criticar a Valve.
Luego de los dos últimos fracasos Valve saco una nueva versión del juego, Counter-Strike: Source, lanzado el 7 de octubre de 2004. El juego usa Source, el motor de Half-Life 2. Los gráficos fueron mejorados notablemente así como las interacciones con los objetos gracias al motor físico. El juego gana así en realismo y nivel gráfico a las producciones actuales en su fecha de su lanzamiento. El funcionamiento del juego se modificó pero sigue siendo básicamente muy cercano a versiones anteriores. Counter-Strike: Source se vende conjuntamente con el juego Half-Life 2 y también en una versión stand-alone, vendida con Half-Life 2: Deathmatch y Day of Defeat: Source por treinta euros. A pesar de los cambios aparentes, esta nueva versión no sustituye al antiguo Counter-Strike. Consecuencia del rechazo por parte de numerosos jugadores debido a la necesidad de tener un buen PC para poder jugar. Algunos jugadores criticaron que el juego en favor de sus gráficos perdió su jugabilidad que lo caracterizaba.
El 12 de agosto de 2011, fue confirmado un nuevo juego de la serie Counter Strike. Este juego fue lanzado de manera oficial el 21 de agosto de 2012 en las plataformas Xbox 360, PlayStation 3 y Windows, así como OSX con el objetivo competir con otros videojuegos de disparos en primera persona como Call of Duty y Battlefield.

## En torno al juego

### Publicidad en el juego
La publicidad en el juego o avisos in-game, está actualmente en pleno crecimiento en particular en los Estados Unidos donde dos tercios de los hombres estadounidenses de 14 a 34 años juegan en videoconsolas y PC. Esta forma de publicidad ha generado un ingreso en 80 millones de dólares. A principios de 2007 se indicó una audiencia de cinco mil millones de minutos de juego al mes o sea más que algunos programas de televisión; los anuncios que aparecen sobre los mapas de juego de Counter-Strike, incorporados al decorado lucen como verdaderos carteles publicitarios. Estos anuncios están a cargo de la sociedad IGA Worldwide con la cual Valve firmó un contrato a finales de 2006 para ocuparse en principio de la publicidad en Battlefield 2142. El principio de estos «carteles» dinámicos es que pueden sustituirse en cualquier momento, lo que es importante puesto que las partes del juego albergadas en servidores se desarrollan en Internet por lo que cambian regularmente y se adaptan al público (la publicidad estará en español si se configura a Steam correctamente). Estos anuncios levantaron vivas reacciones, dándose prueba, en particular, en forma de peticiones en línea o mensajes de descontento en los foros oficiales. Pero esta publicidad es más bien discreta y no elogian productos y servicios vinculados al juego (Steam o la Cyberathlete Professional League), a la mayoría de los jugadores esto no les preocupa realmente.

### Programas de terceros
La gran comunidad obliga a la realización numerosos programas de terceros. Y aunque Counter-Strike se juega principalmente en la red, se desarrollaron programas de inteligencia artificial comúnmente llamados bots para simular el comportamiento de jugadores permitiendo así poder jugar solos. Los desarrolladores de estos programas se apoyan en algoritmos perfeccionados como la red neuronal artificial.
Existen también programas ilegales como los cheats. Estos son programas externos que tienen por objeto dar al jugador una ventaja que los otros no tienen, generalmente de una manera no prevista por el juego original. Estos programas permiten ver a través de las paredes (wallhack), disparar directamente la cabeza (aimbot), no flash (anti bengalas), que evitan que ciegue a un jugador que usa cheats, correr más rápidamente (speedhack), ver a los adversarios sobre el radar (radarhack) y de indicar distinta información sobre los enemigos (ESP hacks) como su nombre, sus armas, su distancia, su munición, etc. Valve estableció un programa anticheats llamado Valve Anti-Cheat (VAC) que permite expulsar a los jugadores que utilizan cheats, los que son detectables sobre Half-Life y sus mods. Las actualizaciones son hechas por Valve para impedir el funcionamiento de los cheats pero estos muy a menudo se reprograman de nuevo evitando que Valve penalice a los jugadores que usan cheats, y su funcionamiento se ha visto criticado en la mayoría de los países que se juega Counter Strike ya que VAC no tiene buena funcionalidad y se dejó de actualizar hace varios años. También existen otros programas anticheats los cuales son desarrollados por terceros, entre los cuales se encuentran Cheating-Death, "Easy Anti Cheat (EAC)" y sXe-Injected el cual es muy utilizado en Sudamérica y algunas partes de Europa.
Otro tipo de programas son los destinados a la mejora de los servidores de juego. Mejoran la administración de un servidor y la jugabilidad del juego o la adición de sonido, estadísticas instantáneas y de configuraciones para los torneos. AMX Mod X uno de los sistemas más utilizados para la gestión de un servidor; ya que contiene un gran número de plugins facilitando la gestión de los servidores, permitiendo la adición de nuevos métodos de juego y estadísticas, etc.